# Environmental Chemistry
Environmental Chemistry (abrégé en Environ. Chem.) est une revue scientifique à comité de lecture. Ce journal bimestriel publie des articles de recherches originales dans le domaine des sciences de l'environnement.
D'après le Journal Citation Reports, le facteur d'impact de ce journal était de 2,509 en 2014. L'actuelle[Quand ?] directrice de publication est Alison Green (Université de Graz, Autriche).